# Zos Kia Cultus (Here and Beyond)
Zos Kia Cultus (Here and Beyond) är det polska black/death metal-bandet Behemoth sjätte album, som gavs ut 2002. Titeln syftar på Zos Kia Cultus, en form av magi utvecklad av Austin Osman Spare. All musik är skriven av Nergal utom "Hekau 718" av Nergal och Trotzky samt "No Sympathy for Fools" av Nergal tillsammans med Havok. Texterna till "Here and Beyond", "As Above so Below", "Hekau 718", "The Harlot ov the Saïnts", "Zos Kïa Cvltvs" och "Typhonïan Soul Zodïack" är skrivna av Krzysztof Azarewicz. Övriga texter av Nergal.

## Låtlista
1. "Horns ov Baphomet" – 6:34
2. "Modern Ïconoclasts" – 4:24
3. "Here and Beyond (Tïtanïc Turn ov Tïme)" – 3:25
4. "As Above so Below" – 4:59
5. "Blackest ov the Black" – 3:41
6. "Hekau 718" – 0:42
7. "The Harlot ov the Saïnts" – 2:46
8. "No Sympathy for Fools" – 3:48
9. "Zos Kïa Cvltvs" – 5:32
10. "Fornïcatus Benefïctus" – 0:52
11. "Typhonïan Soul Zodïack" – 4:28
12. "Heru Ra Ha: Let There Be Mïght" – 3:03

## Banduppsättning
- Adam "Nergal" Darski - sång, gitarr
- Zbigniew Robert "Inferno" Promiński - trummor, percussion
- Mateusz Maurycy "Havok" Śmierzchalski - gitarr
- Marcin "Novy" Nowak - bas

### Gästmusiker
- Jerzy "U.Reck" Głód - synthesizer